# Walckenaeria keikoae
Walckenaeria keikoae là một loài nhện trong họ Linyphiidae.
Loài này thuộc chi Walckenaeria. Walckenaeria keikoae được Kendo Saito miêu tả năm 1988.